# Maurizio Lazzarato

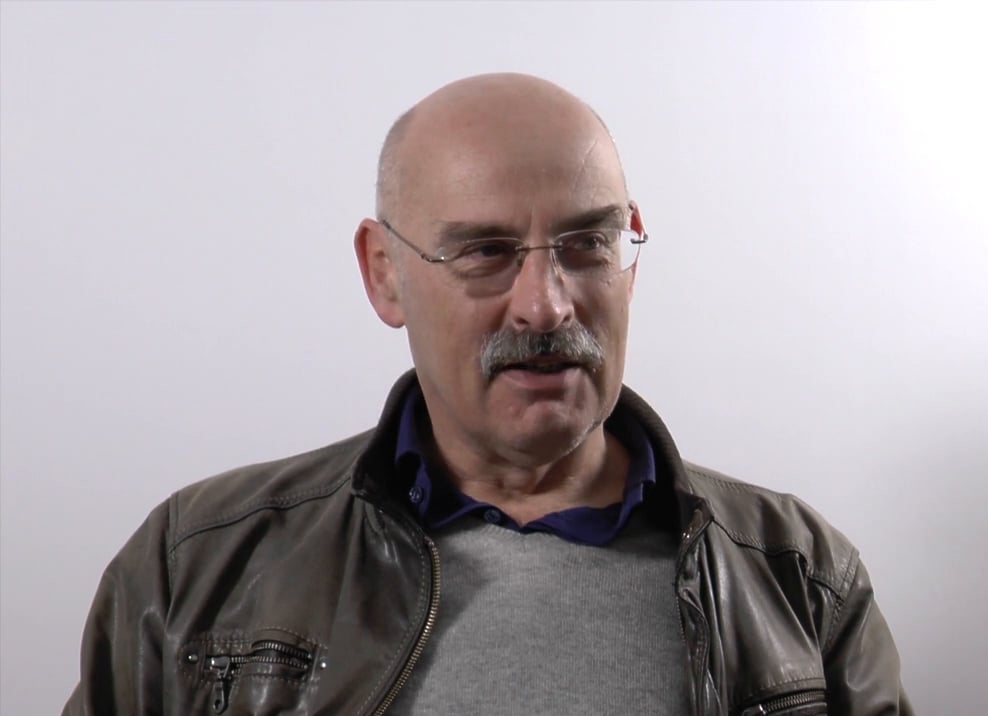
Maurizio Lazzarato

Maurizio Lazzarato (* 1955 in Italien) ist ein Soziologe und Philosoph des Postoperaismus.

## Leben
Maurizio Lazzarato, der in Paris lebt und arbeitet, hat in den 1970er Jahren an der Universität Padua studiert und an der Bewegung der Autonomia Operaia teilgenommen. Nachdem er – wie eine Reihe anderer italienischer Aktivisten – angeklagt worden war, ging er nach Paris ins Exil, um der Strafverfolgung zu entgehen. Die Anklage wurde erst in den 1990er Jahren niedergeschlagen.
Lazzarato arbeitet als freier Forscher zu den Themen immaterielle Arbeit, Zersplitterung der Lohnarbeiterschaft, Ontologie der Arbeit, Kognitiver Kapitalismus und postsozialistische Bewegungen. Er hat das Werk von Gabriel Tarde (1843–1904) für den Postoperaismus neu erschlossen. Zudem schreibt Lazzarato über Kino, Video und neue Techniken der Bilderproduktion. Für die Biennale von Venedig hat er zusammen mit der Gruppe Knobotic research das Projekt IO- dencies / travail immatériel erarbeitet. Seit 1990 hat er in Zusammenarbeit mit Angela Melitopoulos Texte für Ausstellungskataloge verfasst.
Außerdem nimmt Lazzarato an Aktionen und Reflexionen über Intermittens des Spektakels (intermittents du spectacle) bei der Gruppe Coordination des intermittents et précaires d'Ile-de-France (CIP-IDF) teil, wo er ein Forschungsprojekt zum Status der Intermittens leitet.
Nachdem er regelmäßig zur Zeitschrift Futur antérieur beigetragen hatte, gründete er mit anderen die Zeitschrift Multitudes, deren Redaktion er angehört.

## Werke (Auswahl)
- mit Antonio Negri und Yann Moulier-Boutang: Des entreprises pas comme les autres. Benetton en Italie, le Sentier à Paris. Publisud, 1993.
- mit Antonella Corsani, Antonio Negri und Yann Moulier-Boutang: Le Bassin de Travail Immatériel (BTI) dans la métropole parisienne. L’Harmattan, 1996.
- Videofilosofia. La percezione del tempo nel post-fordisme. 1996.
  - französisch als: Les machines à cristalliser le temps: perception et travail dans le post-fordisme. 1996.
  - deutsche Ausgabe: Videophilosophie, Zeitwahrnehmung im Postfordismus. b_books, Berlin 2002.
- Lavoro immateriale. Forme di vita e produzione di soggettività. Ombre corte, Verona 1997.
- Para uma definiçao de conceito de bio-politique. In: Lugar Comun: Estudo de midia, cultura e democrazia. Pos-Graduaço da Escola de Comicaçao, Rio do Janeiro 1998.
- mit Antonio Negri und Paolo Virno: Umherschweifende Produzenten. Immaterielle Arbeit und Subversion. ID-Verlag, 1998.
- mit Andrea Fumagalli (Hrsg.): Tute Bianche, - disoccupazione di massa et reddito di cittadinanza. Derive/approdi, Rom 1999.
  - darin: Le lotte dei disoccupati et dei precari.
- Europäische Kulturtradition und neue Formes von Wissenproduktion und Zirkulation. In: Thesis. Bauhaus-Universität, Weimar 1999, S. 11–24.
- Nachwort zu Monadologie et sociologie. Institut Synthélabo, Paris 1999.
- Travail et capital dans la production des connaissances. In: Ch. Azais, A. Corsani, P. Dieuaide (Hrsg.): Vers un capitalisme cognitif. Mutations du travail et territoire. l’Harmattan, Paris 2000.
- Puissances de l’invention. La psychologie économique de Gabriel Tarde contre l’économie politique. Les Empêcheurs de penser en rond, 2002.
- Les révolutions du capitalisme. Les Empêcheurs de penser en rond, 2004.
  - Ausgaben auf Spanisch, Portugiesisch, Finnisch (2006) und Japanisch
- La politica dell'evento. 2004.
- Le gouvernement des inégalités: critique de l'insécurité néolibérale. 2008.
- mit Antonella Corsani: Intermittents et précaires. Éditions Amsterdam, 2008, Leseprobe (PDF; 856 kB)
- Die Fabrik des verschuldeten Menschen. Essay über das neoliberale Leben. b_books, Berlin 2012, ISBN 978-3-942214-02-5 (Rezension).
- ¿Te acuerdas de la revolución? Minorías y clases. 2022.